# КБА-48М
КБА-48М — український переносний міномет калібру 82мм, створений на основі радянського міномету 2Б14 «Піднос». Міномет призначений для знищення живої сили супротивника і техніки, розташованої в укриттях або окопах, а також для руйнування фортифікаційних споруд.

## Опис
82-мм міномет КБА-48М був розроблений в 1997 році на базі Київського конструкторського бюро «Артилерійське озброєння». Дана модель являє собою модифікацію радянського 2Б14 «Піднос», який був створений для придушення вогневих засобів противника і знищення живої сили. Вперше продемонстрований на київській виставці «Зброя і безпека — 2013». Головною особливістю 82-міліметрового міномета КБА-48М є його зменшена вага за рахунок використання у конструкції титанових сплавів. Здатен вести вогонь мінами калібру 81 мм прийнятих за стандарт у НАТО.

## Модифікації
- КБА-48М — базовий варіант
- КБА-48М1 — модифікація міномета КБА48М, встановлена на мотоцикл «Дніпро-16М».[2]

## Галерея
- Навчання 14 ОМБр з мінометом, вересень 2021